# Bolszaja Bliznica
Bolszaja Bliznica – kurhan na Półwyspie Tamańskim, 8 km na południe od ruin starożytnego miasta greckiego Fanagorii, z IV wieku p.n.e.

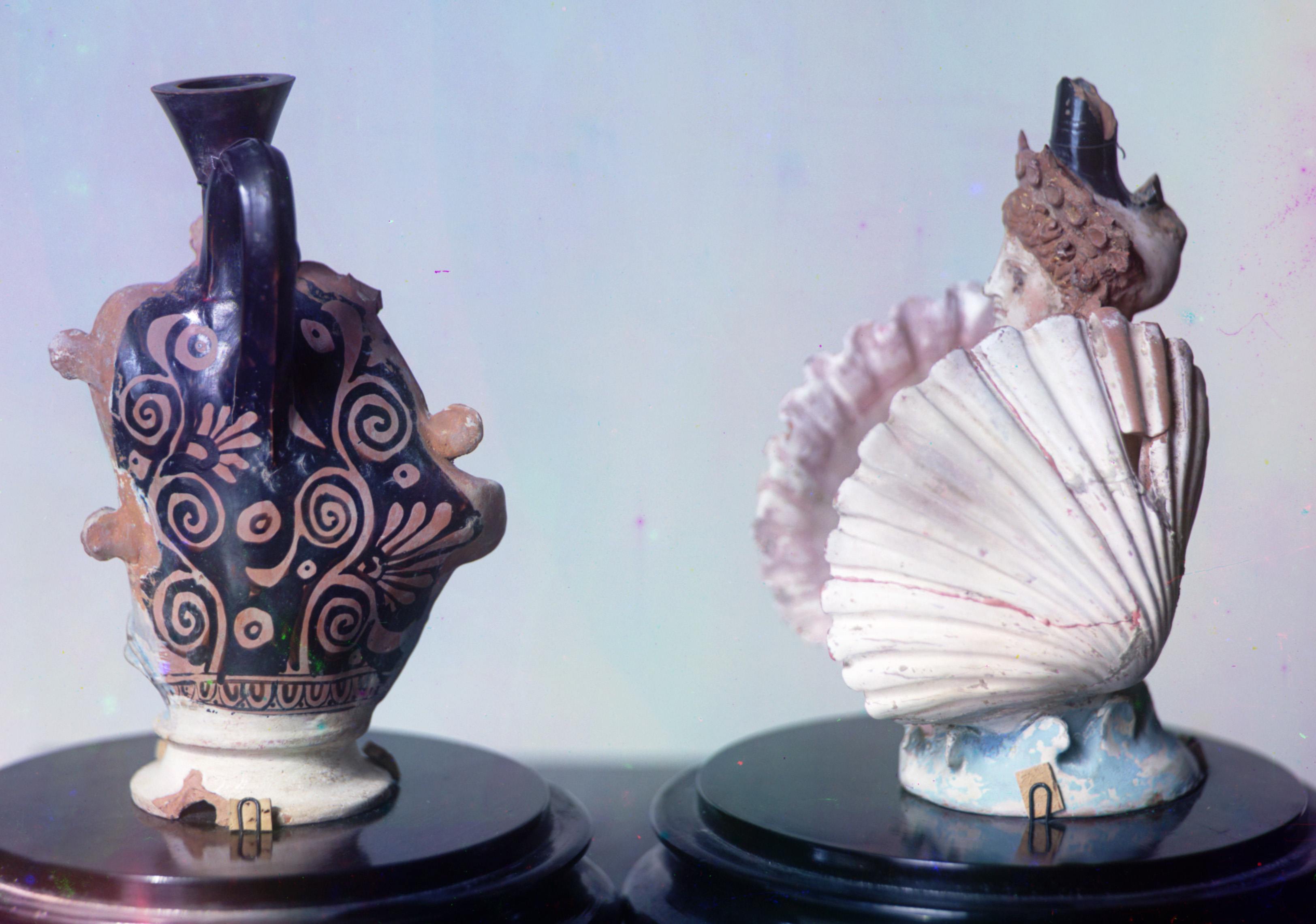
Terakotowe figurki z kurhanu Bolszaja Bliznica, zbiory Ermitażu

Jego zachowana wysokość to 15 m, obwód – 340 m. Pod nasypem odsłonięto 3 grobowce kamienne, 2 mogiły płytowe i kilka pochówków kremacyjnych. W jednym z grobowców ściany zdobią malowidła o tematyce roślinnej, na zworniku kopuły namalowano przedstawienie Demeter, utrzymane w stylu greckim. W innym grobowcu, w sarkofagu z drewna cyprysowego, z aplikacjami z kości słoniowej i elementami rzeźbionymi, spoczywała kapłanka w złotym kalatosie na głowie, zdobionym reliefem przedstawiającym scenę mitycznej bitwy, z bogatą biżuterią, m.in. złotym naszyjnikiem z amforkami. Znaleziono tam również 26 figurek terakotowych związanych z kultem Demeter. Wszystkie wyroby przypisuje się greckim lub bosporskim mistrzom, a wykonane były w duchu greckiej sztuki późnego okresu klasycznego.
Całą nekropolę łączy się z przedstawicielami rodu miejscowej arystokracji bosporańskiej (lub Syndów), związanej z kultem Demeter.
Prace wykopaliskowe w kurhanie rozpoczęły się w 1864 i były wielokrotnie wznawiane. Znaleziska z kurhanu Bolszaja Bliznica przechowywane są obecnie w petersburskim Ermitażu.